# Jida
Jida ist ein Verwaltungsbezirk (englisch Ward) des Distrikts Masasi (TC) in der tansanischen Region Mtwara.

## Geografie
Jida liegt im Südosten von Tansania, es ist der nördliche Bezirk der Distrikthauptstadt Masasi. Der Bezirk grenzt im Nordosten an Mtandi, im Süden an Mkuti, im Westen an Migongo und im Nordwesten an Temeke. Bei der Volkszählung 2022 lebten 11.027 Menschen in 3523 Haushalten auf einer Fläche von 6 Quadratkilometern.

## Gliederung
Der Bezirk besteht aus fünf Stadtteilen (Mtaa):
- Jida
- Magumchila
- Madaraka
- Zahanati
- Jamhuri